# 帕德尔内
帕德尔内（西班牙語：Paderne），是西班牙加利西亚自治区拉科鲁尼亚省的一个市镇。总面积40km², 总人口2709人（2001年），人口密度68人/km²。

## 人口
| 帕德尔内               |
|                        |
| 来源：西班牙国家统计局 |